# Grimstad
Grimstad és un municipi situat al comtat d'Agder, Noruega, que pertany a la regió de Sørlandet. Té 22.550 habitants (2016) i la seva superfície és de 303,52 km². El centre administratiu del municipi és el poble homònim. Altres localitats del municipi són Eide, Fevik, Fjære, Landvik, Prestegårdskogen, Reddal i Roresanden.
És una petita ciutat marítima situada entre moltes illes petites (Skjærgård). En aquest poble hi ha un port, un llarg carrer de vianants i comercial, una petita plaça del mercat, una església i un museu dedicat als primers anys de la vida d'Henrik Ibsen. Abans de marxar de Grimstad el 1850, Ibsen va exercir com a aprenent del farmacèutic local, anomenat Reimann, des del 1844 al 1847. El profund coneixement d'Ibsen sobre la gent de l'indret i la dels voltants es pot constatar en el seu poema Terje Vigen.

## Informació general
La ciutat de Grimstad es va establir com a municipi l'1 de gener de 1838. L'1 de gener de 1878, part del municipi veí de Fjære (població: 948) va ser traslladada a Grimstad; novament, l'1 de gener de 1960, una altra part de Fjære (població: 344) va ser traslladada a aquesta localitat. Finalment, l'1 de gener de 1971, els municipis rurals de Fjære (població: 6189) i Landvik (població: 2781) es van unir a la ciutat de Grimstad (població: 2794) per formar un municipi considerablement més gran amb una població total d'11.764 habitants en el moment de la unió.

### Nom
Quan Noruega pertanyia al regne danès, el nom original de la ciutat era Grømstad. Durant el registre de les ciutats i les petites localitats noruegues, el nom es va malinterpretar i es va convertir en Grimstad. La ubicació original de la ciutat era el port (en nòrdic antic: stød) de l'antiga granja Grom. El significat exacte de Grom és incert, però se sap que deriva del nom d'un riu Gro o Gróa que significa «el que creix».

### Escut d'armes
L'escut es va establir el 1899 i es basa en un segell de la ciutat que data del 1847. Aquest escut presenta un bergantí com a símbol de la importància que tenen les embarcacions per a la ciutat.

## Història
Grimstad es troba dins dels límits de l'antic districte de Fjære. Pel que sembla es nomena per primera vegada a la ciutat com a port al segle xvi. Cristià II (1513-1523), rei de Dinamarca i Noruega, va intentar recuperar els seus regnes vuit anys després que fos enderrocat. Una tempesta va dispersar la seva flota per la costa noruega, i el 24 d'octubre de 1531, la seva tripulació es va refugiar a Grimstad. L'1 de juliol de 1532, Cristià es va rendir davant el seu rival, el rei Frederic I de Dinamarca, a canvi d'una promesa de salconduit. El rei Frederic I no va complir la seva promesa i va empresonar a Cristià fins a la seva mort.
Hi ha registres de l'existència d'una posada a Grimstad ja l'any 1607. El 1622, la ciutat es va convertir en un port reconegut; el 1747, se la coneixia com una comunitat de navegants i com un lloc que solia ser freqüentat per contrabandistes.
Durant les Guerres Napoleòniques, Anglaterra va bloquejar Noruega. El 1811, un bergantí anglès va entrar al port per capturar els forçadors del bloqueig, però en va ser expulsat i no va tornar. John Frederik Classen, amo de Frolands Værk (una ferreria), va obtenir concessions per exportar i importar a través de Grimstad i evitar Arendal i les seves taxes de duanes. Grimstad va rebre la categoria de ciutat del mercat el 1816.

## Educació
Grimstad alberga a Drottningborg, un col·legi secundari privat luterà que era un internat. A la ciutat també es troba Bibelskolen in Grimstad, una escola bíblica privada luterana. Tanmateix, en aquest lloc s'hi situa la facultat d'enginyeria de la Universitat d'Agder i una residència estudiantil anomenada Grøm.

## Geografia
Grimstad és un municipi costaner del comtat d'Aust-Agder que limita amb l'Skagerrak. Al seu torn, el municipi limita amb Arendal a l'est, Froland i Birkenes al nord i Lillesand a l'oest. Els llacs Syndle i Rore es troben a la part nord del municipi i els llacs Landviksvannet i Reddalsvannet a la part sud, prop de Reddal.

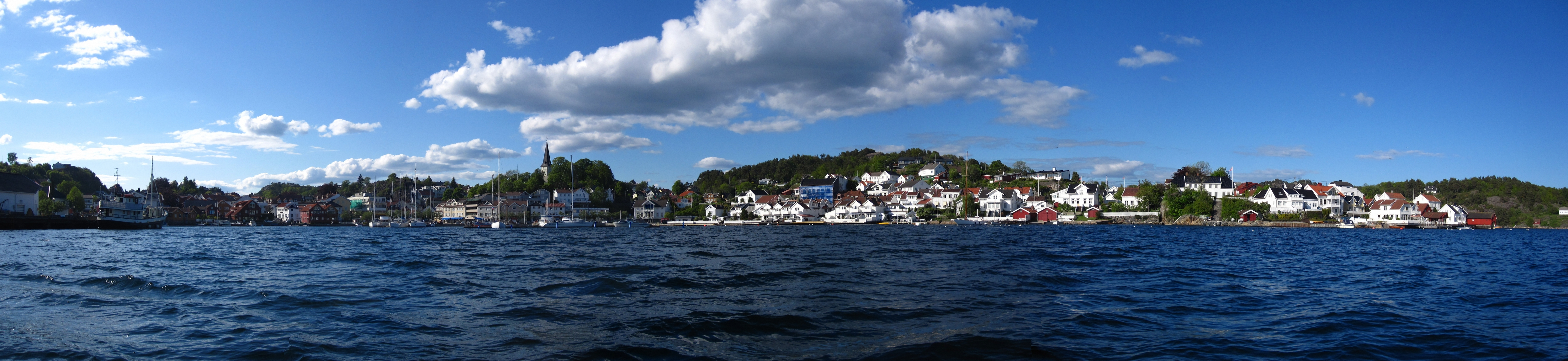
Vista del port de Grimstad.

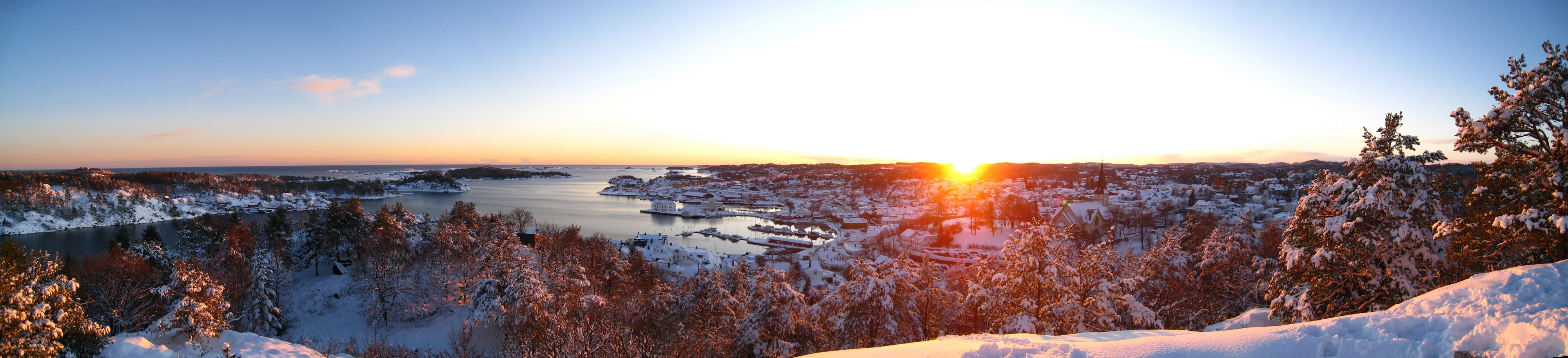
Vista de Grimstad des del mirador de Binabben.

## Atraccions
El Museu Marítim (s'hi pot accedir amb vaixell), el complet Museu de la Ciutat i el Museu Noruec d'Horticultura són molt populars entre els turistes, així com el gran nombre d'exposicions i concerts que es realitzen a la ciutat. Al seu torn, Grimstad és una destinació popular per als estiuejants i es transforma en un important centre comercial durant la temporada nadalenca.
Durant l'estiu, Grimstad acull el Festival de Curtmetratges de Noruega, que atrau els amants del cinema que venen de lluny i prop de la ciutat. Una altra atracció popular és l'Agder Teater a Fjæreheia, un escenari a l'aire lliure situat en una pedrera abandonada. També es poden fer compres a Oddensenteret al costat del port. (La vista des Oddensenteret es veu a la foto panoràmica més amunt).
L'estació del far Homborsund està situada dins el municipi, igual que la cerveseria Nøgne Ø.

### Esports
El Campionat Mundial d'Orientació de 1997 es va dur a terme a Grimstad.

## Fills il·lustres
- Roald Dahl (1916–1990), autor, visitava als seus avis i estiuejava a l'Strand Hotel a Fevik, Grimstad.
- Knut Hamsun (1859–1952), autor.
- Sverre Hassel (1876–1928), explorador polar que va acompanyar Roald Amundsen al Pol Sud.
- Thor Hushovd (nascut el 1978), ciclista de carretera - Campió del Campionat Mundial de Ruta 2010, el primer noruec a utilitzar un mallot groc i a guanyar el mallot verd al Tour de França, i el segon noruec a guanyar una etapa
- Henrik Ibsen (1828–1906), dramaturg, va escriure el seu primer drama, Catalina, a Grimstad.
- Dag Otto Lauritzen (nascut el 1956), ciclista de carretera, va ser el primer noruec que va guanyar una etapa al Tour de França.

## Ciutats agermanades
Grimstad manté una relació d'agermanament amb les següents localitats:
- Billund, Dinamarca Meridional, Dinamarca
- Köping, Comtat de Västmanland, Suècia
- Asikkala, Finlàndia del Sud, Finlàndia